# Бочкі-Хелмонські
Бочкі-Хелмонські (пол. Boczki Chełmońskie) — село в Польщі, у гміні Коцежев-Полудньовий Ловицького повіту Лодзинського воєводства.
Населення — 381 особа (2011).
У 1975-1998 роках село належало до Скерневицького воєводства.

## Демографія
Демографічна структура станом на 31 березня 2011 року:
|          | Загалом | Допрацездатний вік | Працездатний вік | Постпрацездатний вік |
| -------- | ------- | ------------------ | ---------------- | -------------------- |
| Чоловіки | 196     | 42                 | 120              | 34                   |
| Жінки    | 185     | 40                 | 91               | 54                   |
| Разом    | 381     | 82                 | 211              | 88                   |